# Купљенско
Купљенско је насељено место на Кордуну, у саставу општине Војнић, Карловачка жупанија, Република Хрватска.

## Географија
Налази се око 5 км јужно од Војнића.

## Историја
Купљенско се од распада Југославије до августа 1995. године налазило у Републици Српској Крајини.

## Становништво
Купљенско је према попису из 2011. године имало 317 становника. Пад у броју становника је последица хрватске војне операције Олуја августа 1995. године, када су Срби већином избегли из села, а у место се затим доселили Хрвати из БиХ.

### Број становника по пописима
| Националност   | 2001. | 1991. | 1981. | 1971. | 1961. | 1953. | 1948. | 1931. | 1921. | 1910. | 1900. | 1890. | 1880. | 1869. | 1857. |
| бр. становника | 334   | 518   | 600   | 631   | 672   | 736   | 649   | 1.026 | 905   | 883   | 838   | 793   | 648   | 702   | 730   |

### Национални састав
| Националност       | 1991.        | 1981.        | 1971.        | 1961.        |
| Срби               | 506 (97,68%) | 577 (96,16%) | 626 (99,20%) | 661 (98,36%) |
| Хрвати             | 2 (0,38%)    | 1 (0,16%)    | 0            | 3 (0,44%)    |
| Југословени        | 4 (0,77%)    | 16 (2,66%)   | 0            | 0            |
| остали и непознато | 6 (1,15%)    | 6 (1,00%)    | 5 (0,79%)    | 8 (1,19%)    |
| Укупно             | 518          | 600          | 631          | 672          |

## Попис 1991.
На попису становништва 1991. године, насељено место Купљенско је имало 518 становника, следећег националног састава:
| Попис 1991.‍ | Попис 1991.‍ | Попис 1991.‍ | Попис 1991.‍ | Попис 1991.‍ |
| ----------- | ----------- | ----------- | ----------- | ----------- |
|             |             |             |             |             |
| Срби        | Срби        |             | 506         | 97,68%      |
| Југословени | Југословени |             | 4           | 0,77%       |
| Хрвати      | Хрвати      |             | 2           | 0,38%       |
| непознато   | непознато   |             | 6           | 1,15%       |
| укупно: 518 |             |             |             |             |